# 胸腺瘤

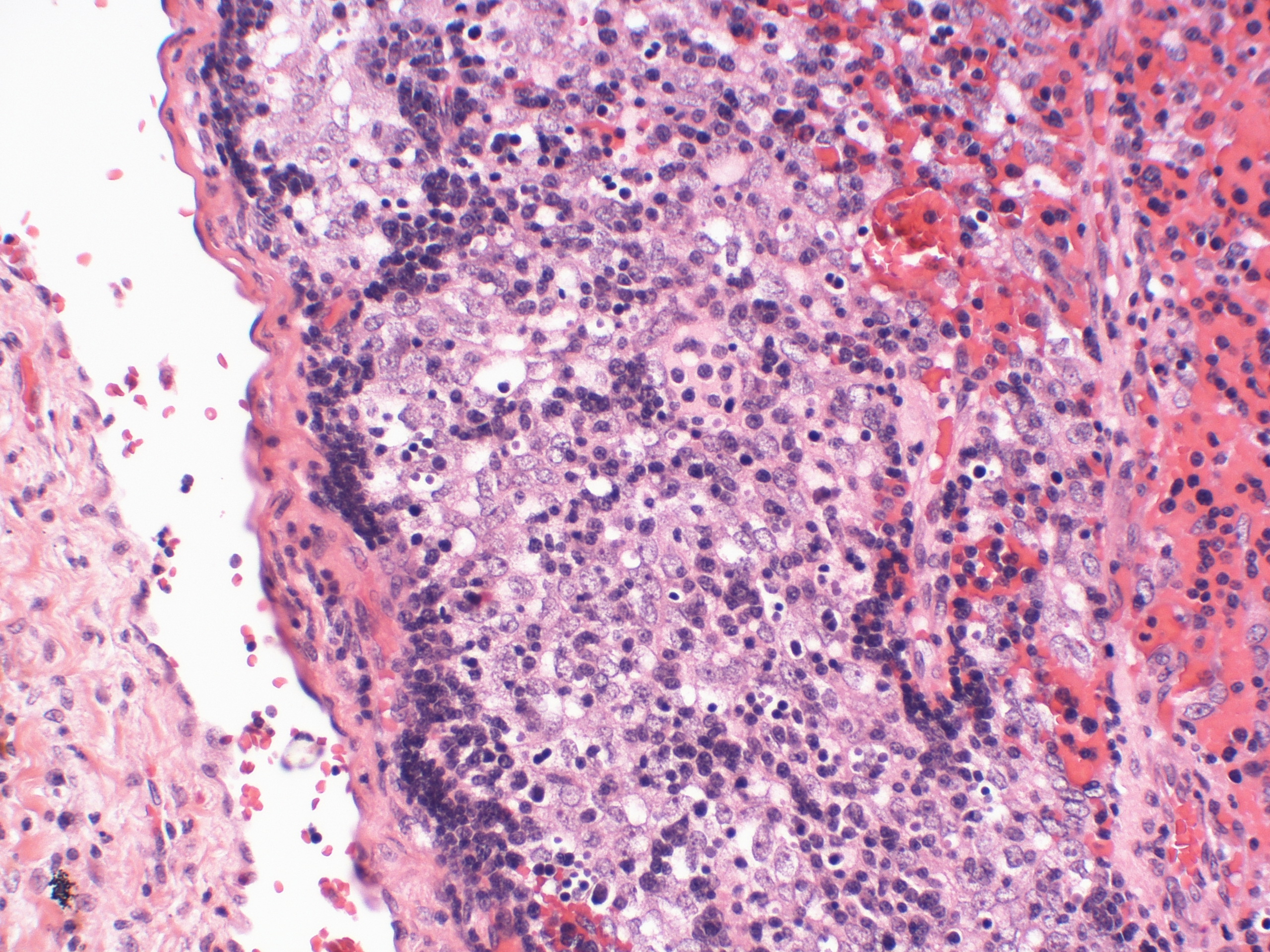
淋巴细胞和上皮细胞的双相细胞群，这是胸腺瘤的特征

胸腺瘤（thymoma）是一组来源于不同类型的胸腺上皮细胞或向胸腺上皮细胞分化的肿瘤。胸腺瘤在组织学上由淋巴细胞和上皮细胞构成，是前纵隔中最常见的肿瘤。许多患者确诊时无症状，部分合并多种副肿瘤综合征，最常见重症肌无力。
胸腺瘤通常与神经肌肉疾病有关，例如重症肌无力；20%的重症肌无力患者中可以发现胸腺瘤。一旦确诊，可以通过手术切除胸腺瘤。在无法完全切除的情况下，可以使用化学疗法。

## 病理学
胸腺瘤起源于胸腺中的上皮细胞群，现在已识别出几种微观亚型。 胸腺瘤有三种主要的组织学类型，具体取决于显微镜下细胞的外观：
- 如果上皮细胞呈椭圆形或梭形（淋巴细胞计数较少），则为 A 型；
- B 型，如果它们具有上皮样 形状（B 型有三个亚型：B1（富含淋巴细胞）、B2（皮质）和 B3（上皮细胞）。）；
- 如果肿瘤包含两种细胞类型的组合，则为 AB 型。

胸腺皮质上皮细胞具有丰富的细胞质，具有细小的染色质的泡状核和小的核仁和细胞质细丝与相邻细胞接触。 相比之下，胸腺髓质上皮细胞呈纺锤形，具有椭圆形致密核和少量细胞质胸腺瘤。皮质细胞特征超明显，则认为恶性程度越高。